# Nordiska biblioteket i Athen
Det nordiska biblioteket i Athen är ett forskningsbibliotek i Aten som drivs av de svenska, norska, finska och danska arkeologiska instituten i Aten. Det öppnades 1995 och har ungefär 40 000 volymer i sina samlingar, samt en stor mängd tidskrifter och e-böcker. Biblioteket ligger i området Makrigianni, nära Akropolis och de nordiska instituten.

## Historia
Diskussioner om att öppna ett gemensamt nordiskt bibliotek i Athen inleddes redan på slutet av 1980-talet som ett sätt att främja samarbete mellan nordiska forskare vid de olika instituten på plats i Athen. 1988 köptes byggnaden på Kavalotti-gatan vilken renoverades inför invigningen den 20 oktober 1995. Den tidiga samlingen bestod av en blandning böcker från de fyra instituten, med en majoritet från det svenska. Ungefär 30 000 volymer fanns i biblioteket vid invigningen, med regeln att böckerna som hade köpts in av ett institut fortsatt skulle ägas av det institutet medan böcker inköpta av biblioteket skulle vara gemensamt ägda.

## Samlingar
Det huvudsakliga fokuset i bibliotekets samlingar ligger på antikvetenskaplig litteratur, både i form av monografier och tidskrifter men även som e-böcker. Delar av bibliotekets samling finns på de olika instituten, då i form av böcker som instituten en gång i tiden har köpt in. Alla böcker är sökbara i bibliotekets katalog.
Utöver bibliotekets stora samling finns det även ett par mindre, specialiserade samlingar. Calas-arkivet består av brev, manuskript och andra mindre texter från poeten och konsthistorikern Nicolas Calas. Samlingen tillhörde först det danska institutet innan det fick sitt hem på det nordiska biblioteket.
Danska institutet i Athen är också förvaltare av Dimitris Christodolous personliga arkiv, bestående av poesi, prosa, artiklar med mera.
I bibliotekets katalog går det också att söka på svenska institutets Kavafis-samlingen, vilken finns på det svenska institutet.